# Boników
Boników – wieś w Polsce położona w województwie wielkopolskim, w powiecie ostrowskim, w gminie Odolanów. Liczy około 500 mieszkańców. Leży przy drodze powiatowej Odolanów-Sośnie, ok. 16 km na południowy zachód od Ostrowa.
Częścią wsi jest osiedle Bałamącek. Okolice Bonikowa i sąsiednich Garek należą do najważniejszych miejsc wydobycia gazu ziemnego w Polsce.
W latach 1954–1968 wieś należała i była siedzibą władz gromady Boników, po jej zniesieniu w gromadzie Odolanów. Przed 1932 rokiem miejscowość położona była w powiecie odolanowskim, w latach 1975–1998 w województwie kaliskim, w latach 1932–1975 i od 1999 w powiecie ostrowskim.